# Lex fori
La lex fori indica, in ambito giuridico, l'applicazione delle norme dell'ordinamento giuridico a cui il giudice appartiene. Abitualmente utilizzata come espressione nei casi di conflitti di leggi, nel campo del diritto internazionale privato.
Nel predetto ambito, il termine viene in contrasto con un'altra accezione di origine latina, ossia lex contractus, ovvero la legge, diversa da quella del foro di appartenenza, che le parti contraenti un contratto designano come applicabile al loro rapporto giuridico.